# Kibuku
Le district de Kibuku est un district d'Ouganda. Sa capitale est Kibuku.

## Histoire
Ce district a été créé en 2010 par séparation de celui de Pallisa.